# The Futureheads
The Futureheads (transkr. Fjučerheds) su engleska muzička grupa iz Sanderlanda.

## Članovi

### Sadašnji
- Ros Milard — vokal, gitara
- Bari Hajd — vokal, gitara
- Dejvid Krejg — vokal, bas-gitara
- Dejv Hajd — bubanj

### Bivši
- Piter Bruis — bubanj

## Diskografija

### Studijski albumi
- (2004)
- (2006)
- (2008)
- (2010)
- (2012)
- (2019)

### izdanja
- (2002)
- (2003)
- (2005)

## Spoljašnje veze
- Zvanični veb-sajt
- na sajtu Diskogs
- na sajtu Jutjub
- na sajtu Fejsbuk
- na sajtu Instagram